# Farmàcia Guasch
La Casa Guasch i Estalella, amb la Farmàcia Guasch, és un edifici del municipi de Vilafranca del Penedès (Alt Penedès) protegit com a bé cultural d'interès local.
La farmàcia va ser encarregada per Josep Guasch i Estalella a l'arquitecte Santiago Güell i Grau el 1905. El projecte, conservat a l'arxiu de l'Ajuntament de Vilafranca, data del 15 d'abril i va ser aprovat el 10 de maig.

## Descripció
És un edifici entre mitgeres i de dues crugies. Consta de planta baixa i dos pisos amb terrat. La façana presenta una composició simètrica. Al pis principal hi ha un balcó corregut amb dos obertures, al pis superior s'obren tres ulls de bou i l'acabament es fa amb una cornisa ondulada. Es tracta d'una de les obres més representatives del modernisme de Santiago Güell i Grau, tant per l'estructura com per l'ornamentació (motllures, baranes, orles, etc.).